# Walter Jenni
Walter Jenni (* 23. Dezember 1968) ist ein Schweizer Langstreckenläufer.
Ursprünglich auf die Mittelstrecken spezialisiert, wurde er 2004 Schweizer Meister im Crosslauf auf der Kurzdistanz und nahm an den Crosslauf-Weltmeisterschaften desselben Jahres teil, bei der er auf den 82. Platz kam.
2007 wurde er bei seiner Ultramarathon-Premiere Fünfter bei den 100 km von Biel. Im Jahr darauf siegte er an selber Stelle und blieb mit 6:49:44 h nur gut zehn Minuten über Peter Camenzinds Streckenrekord von 1996. Damit wurde er auch erster Schweizer Meister über 100 km. 2009 gewann er wieder in Biel und verteidigte damit auch seinen Schweizer Meistertitel. 2010 verpasste er Biel wegen einer Fersenoperation, kehrte aber 2011 wieder zurück und gewann Biel und Meistertitel zum dritten Mal.
Der 1,82 m grosse und 70 kg schwere Athlet ist Elektrotechniker und lebt in Oberwil bei Büren mit seiner Frau, der Langstreckenläuferin Mirja Jenni-Moser, und zwei Kindern. Er startet für den TV Länggasse Bern.